# Select (SQL)
Select je najčešća SQL naredba, rabi se za dohvaćanje podataka iz baze, iz jedne ili više tablica, a postoji i mogućnost vraćanja rezultata (rabi se izraz resultset) bez upita prema tablicama: SELECT 1+3;.

## Sintaksa
| C1 | C2 |
| -- | -- |
| 1  | a  |
| 2  | b  |

| C1 | C2 |
| -- | -- |
| 1  | a  |
| 2  | b  |

| C1 | C2 |
| -- | -- |
| 1  | a  |
| 2  | b  |

| C1 |
| -- |
| 1  |
| 2  |

| C1 | C2 |
| -- | -- |
| 1  | a  |
| 2  | b  |

| C1 | C2 |
| -- | -- |
| 1  | a  |

| C1 | C2 |
| -- | -- |
| 1  | a  |
| 2  | b  |

| C1 | C2 |
| -- | -- |
| 2  | b  |
| 1  | a  |

SELECT naredba može imati više opcijskih parametara:
- FROM - izbor tablice (ili tablica) koje se rabe za dohvaćanje podataka
- WHERE - definicija uvjeta koji moraju biti zadovoljeni
- GROUP BY - grupiranje rezultata
- HAVING - odabir među grupama definiranim parametrom GROUP BY
- ORDER BY - poredak (sortiranje) rezultata